# Los Independientes
Los independientes (en alemán: Die Unabhängigen; DU abreviado, que significa "TU" en alemán), es un partido político liechtensteiniano fundado en 2013.

## Historia
La formación es creada y dirigida por Harry Quaderer, un exparlamentario que renunció a la Unión Patriótica en 2011. Participó por primera vez en las elecciones parlamentarias de 2013, obteniendo 29.740 votos (15,3%). Obtuvo 4 escaños en el Landtag, órgano legislativo de Liechtenstein. El movimiento se constituye oficialmente como un partido político el 12 de febrero de 2013 para beneficiarse de la financiación estatal. El movimiento reúne a personas de diversos orígenes, por lo que no tiene una agenda política específica. Sin embargo, durante las elecciones, el partido se comprometió a hacer que las viviendas sean asequibles y equilibrar el presupuesto sin aumentar los impuestos. El partido captó atención en algunos medios extranjeros, ya que uno de sus miembros, Herbert Elkuch, es un travesti.
En las elecciones parlamentarias de 2017, el partido mejora su votación en comparación con la elección de 2013, obteniendo el 18.4% de los votos y un escaño adicional.
En 2018 sufrió una importante escisión, que se materializó en la creación del partido Demócratas por Liechtenstein (DpL). En las elecciones parlamentarias de 2021 perdió toda su representación parlamentaria, tras obtener solo un 4.2% de los votos. 

## Posición política
Según el profesor de ciencias políticas de la Universidad de Leiden, Wouter Veenendaal, el DU tiene una ideología "similar a la del Partido Cívico Progresista y la Unión Patriótica, pero su estilo es más atrevido".
En 2015, el partido pidió a Liechtenstein que rechazara el reasentamiento de refugiados propuesto por la Unión Europea, declarando específicamente que las políticas de esta "dirigidas por la Alemania de Merkel" eran absurdas.

## Resultados electorales

### Landtag de Liechtenstein
| Año  | Votos       | %    | Resultado |
| ---- | ----------- | ---- | --------- |
| 2013 | 29 740 (#3) | 15.3 | 4/25      |
| 2017 | 35 885 (#3) | 18.4 | 5/25      |
| 2021 | 8 543 (#5)  | 4.23 | 0/25      |